# 江汉桥
江汉桥又称“江汉一桥”，位于中国湖北省武汉市，是汉水上继铁路桥后的第二座桥梁，北至汉口汉正街，南接汉阳古琴台。该桥是一座钢桁架拱桥，八墩七孔，全长322.37米，双向六车道，两侧设慢车道辅桥。于1954年动工建造，1956年1月正式通车。该桥是武汉内环线上的过汉江通道，与长江大桥、二桥及其它道路共同串起了武汉内环线。

## 历史
江汉一桥在建成时设有双向四车道，及两侧人行道。在其建成约30年后的20世纪80年代，由于车流量猛增（1984年高峰期每小时达2400辆），桥梁受损出现裂缝等原因，决定对桥面拓宽，对桥墩、台进行改造，其中包括在其上游、下游各建一座慢车道辅桥，与其合为一体，以提高通行能力。拓宽工程持续16个月，开始于1986年12月28日，完成于1988年4月底。
至此，市民可以骑自行车由慢车道辅桥过汉江，而不必下车推行。